# Жариков, Герман Михайлович
Герман Михайлович Жариков (род. 1935) — советский хоккеист, нападающий. Мастер спорта СССР (1964). Тренер.
С сезона 1952/53 — в составе «Торпедо» Горький. Играл в командах «Динамо» Новосибирск (1959/60 — 1960/61), «Металлург» Новокузнецк (1961/62 — 1970/71). Старший тренер «Металлурга» в сезонах 1970/71 — 1972/73.